# Якутская ТЭЦ
Якутская ТЭЦ — тепловая электростанция в городе Якутске. Входит в состав ПАО «Якутскэнерго» (входит в группу РусГидро).

## Конструкция станции
Якутская ТЭЦ представляет собой тепловую паротурбинную электростанцию (теплоэлектроцентраль) с комбинированной выработкой электроэнергии и тепла. Установленная мощность электростанции — 12 МВт, установленная тепловая мощность — 497 Гкал/час. Тепловая схема станции выполнена с поперечными связями по основным потокам пара и воды. В качестве топлива используется природный газ Средневилюйского месторождения. Основное оборудование станции включает в себя:
- Турбоагрегат № 1 мощностью 6 МВт, в составе турбины П-6-35/5 и генератора Т-6-2У3, введён в 1995 году;
- Турбоагрегат № 2 мощностью 6 МВт, в составе турбины Т-6-35 и генератора Т-6-2У3Т, введён в 1967 году.

Пар для турбоагрегатов вырабатывают три котла: ГМ-50-1, ГМ-60-1 и ТС-35/39-1. Также имеются водогрейные котлы: один ПТВМ-50, два ПТВМ-100 и два КВГМ-100.

## История строительства и эксплуатации
Первая электростанция в Якутске (локомобиль) была введена в эксплуатацию в 1914 году, но к концу 1920-х годов её мощностей стало не хватать. Строительство новой электростанции было начато в 1928 году, причем её параметры изменялись, пока в 1931 году не было принято решение о том, что мощность станции составит 3 МВт с последующим расширением до 5 МВт. Первый турбоагрегат мощностью 750 кВт Якутской Центральной электростанции был введен в эксплуатацию 7 ноября 1937 года. К 1965 году мощность станции была увеличена до 17 МВт, в 1969 году её переименовали в Якутскую ТЭЦ. До пуска Якутской ГРЭС в 1970 году Якутская ТЭЦ была основным источником электро- и теплоснабжения Якутска.